# Savior
Savior är det elfte spåret från Rise Againsts femte studiealbum från 2008, Appeal to Reason. Låten släpptes som albumets tredje singel den 3 juni 2009 och låg som bäst som nummer tre på Billboards lista över Alternative Songs, samma placering som albumets första singel, Re-Education (Through Labor), låg på, samt på plats nummer sju på Rock Songs. Det blev bandets andra singel att nå Hot Mainstream Rock Tracks, med en tjugoandra plats.
Låten finns tillgänglig som nedladdningsbart tilläggsinnehåll till Rock Band tillsammans med låtarna "Prayer of the Refugee" och "Re-Education (Through Labor)".